# Gyaku-Zuki

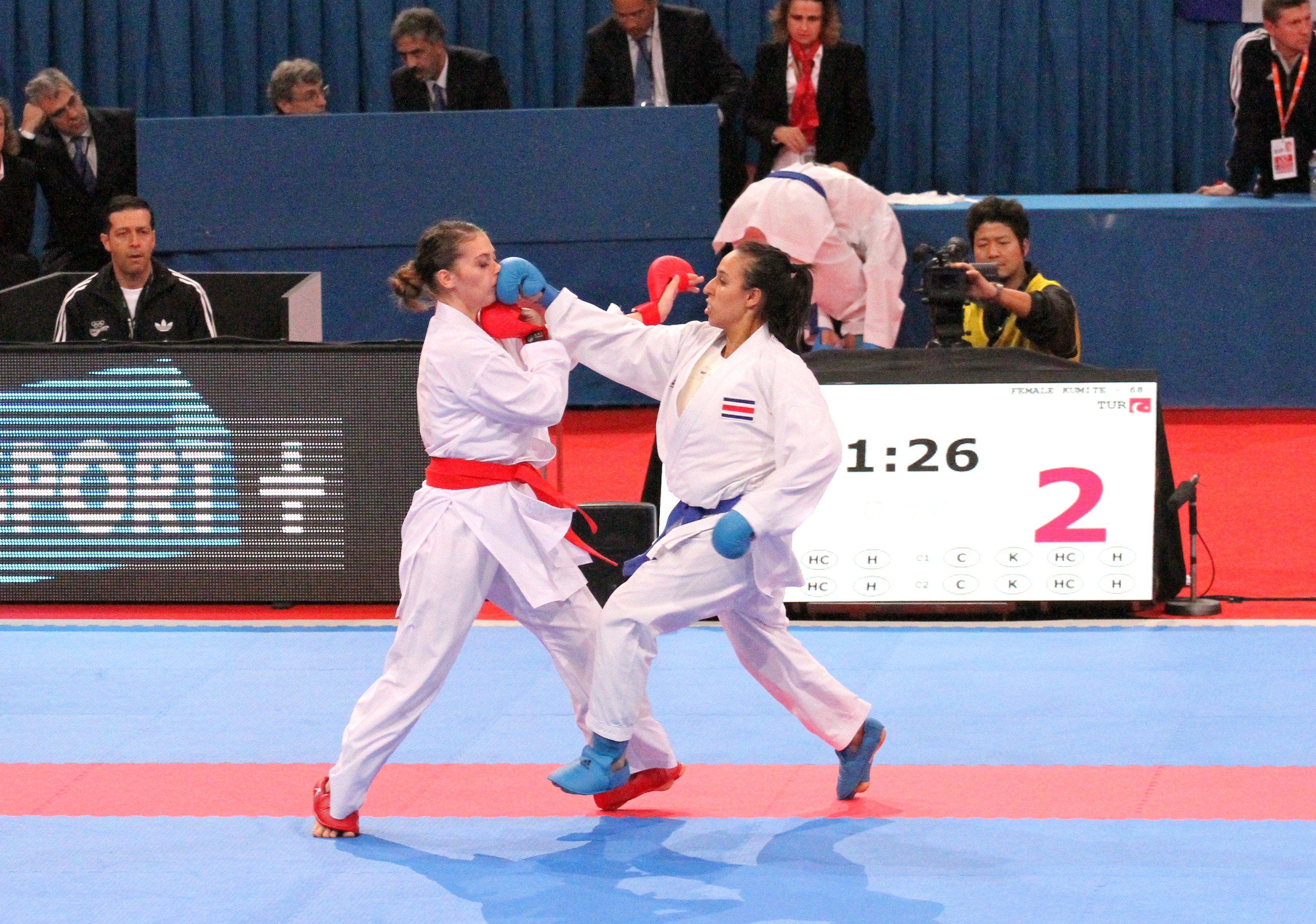
Gyakuzuki (rechts) im Wettkampf bei der WM 2012

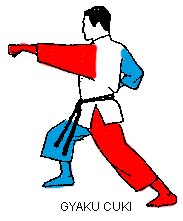
Gyakuzuki jodan - Zenkutsudachi

Der Gyaku-Zuki [ˈgjakɯˌzɯkɪ] (jap. 逆突き) ist eine Angriffstechnik. Diese wird in vielen Budō-Disziplinen verwendet, z. B. im Karate oder Aikidō. Es handelt sich hierbei um eine Ausführungsform des Choku-Zuki (gerader Fauststoß nach vorne).
Nach einem Schritt nach vorne aus der Stellung Zenkutsu-Zachi wird wechselseitig zum jeweils vorderen Bein ein gerader Fauststoß nach vorne ausgeführt (Chūdan oder Jōdan), wobei die Hüfte mit eingedreht wird bzw. die Hüftdrehung den Stoß unterstützt. Der Gyaku-Zuki ist das Gegenstück zum Oi-Zuki, bei dem der Stoß in Bezug auf das vordere Bein gleichseitig ausgeführt wird. Während der Oi-Zuki als Angriffstechnik und mit einem ganzen Schritt vorwärts genutzt wird, ist der Gyaku-Zuki ein Gegenangriff, der im Stand, also ohne einen ganzen Schritt vor, angewendet wird.
Gebräuchlich sind auch die beiden Varianten, den Schritt und den Stoß gleichzeitig auszuführen oder den Stoß (ohne Schritt) durch ein gleichzeitiges Vorwärtsgleiten des gesamten Körpers und der Beine zu unterstützen.
Beispiel: Bei der Linksauslage erfolgt die Ausführung eines Gyaku-Zuki, indem der Karateka mit der rechten Faust einen Stoß ausführt.